# Ovovegetariánství

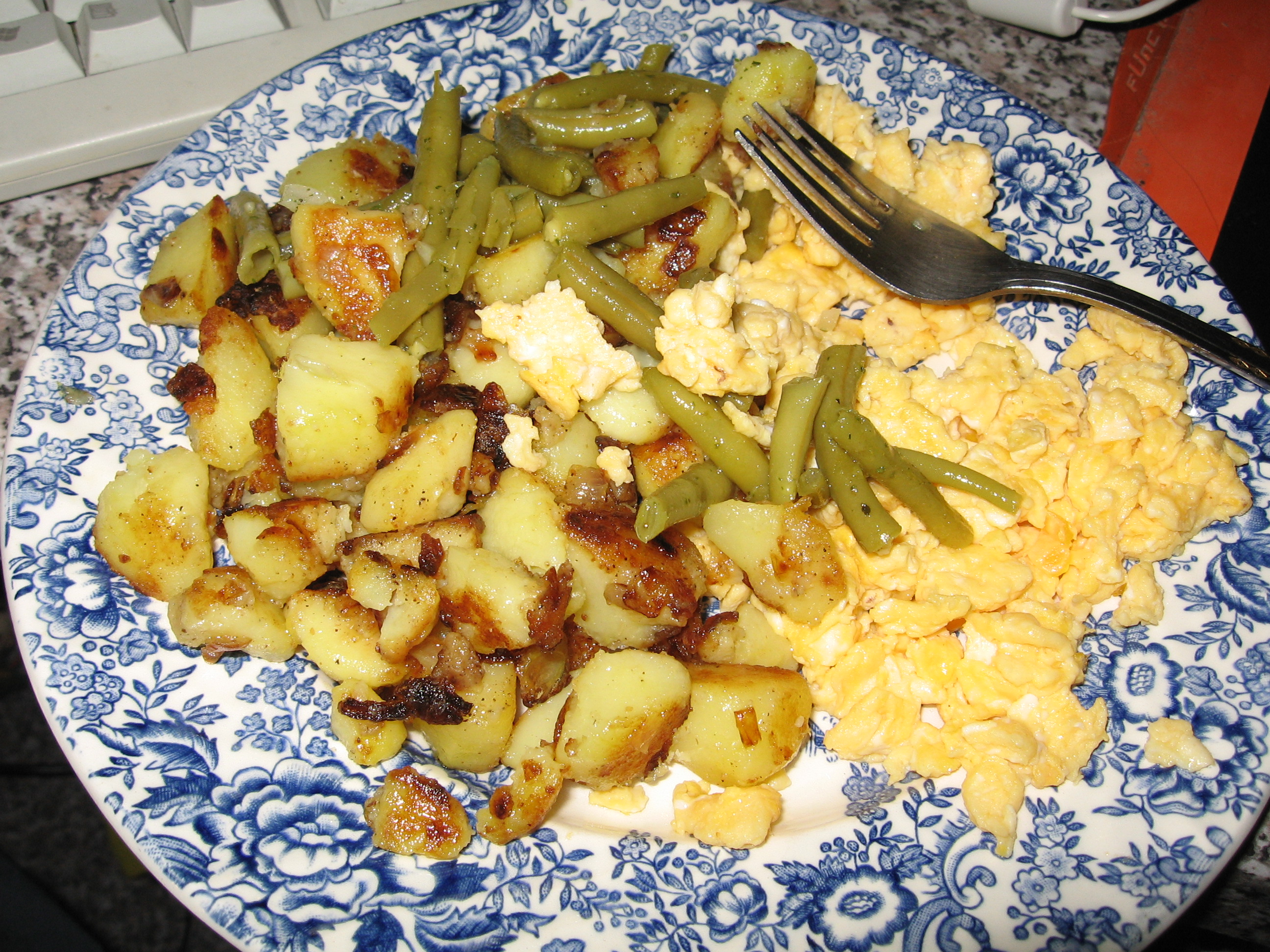
Německý pokrm z vajec

Ovo vegetariáni (někdy ovovegetariáni nebo hovorově z angličtiny eggetariáni – vejcetariáni) jsou vegetariáni, kteří sice nejedí maso, ryby, a dokonce ani mléčné výrobky (například mléko, sýr, máslo nebo jogurt), ale jedí vejce. Název pochází z latiny, kde ovo znamená vejce.

## Rozšíření
Ze základních druhů vegetariánství je tento celosvětově nejméně rozšířen. Tento fakt je zřejmě zapříčiněn tím, že konzumace vajec bývá považována za větší omezování zvířat než konzumace mléčných výrobků. Proto se lidé na stupni mezi lakto-ovo vegetariánstvím a veganstvím přiklánějí spíše k lakto vegetariánství. Dalším důvodem může být také to, že mléko a mléčné výrobky obsahují větší množství pro vegetariány nepostradatelných živin než vejce.
V Indii, kde vysoce převažuje lakto vegetariánství, se ovo vegetariánství příliš neprosazuje na rozdíl od lakto-ovo vegetariánství. V Evropě a Spojených státech, kde je nejběžnější lakto-ovo vegetariánství a veganství a kde se lakto vegetariánství také objevuje, ovo vegetariánství zaujímá silnější pozici než v Indii, ale stále zůstává nejméně rozšířeným.
V letecké dopravě neexistuje označení pro ovovegetariánské jídlo, a proto musí být podáváno veganské jídlo pod zkratkou VGML.

## Důvody
Hlavním zdravotním důvodem pro ovo vegetariánství je intolerance laktózy. Z tohoto důvodu si tento druh vegetariánství volí velká část bývalých lakto-ovo vegetariánů.
Za nejdůležitější etický důvod může být považováno to, že krávy musí nejdříve porodit telata, aby mohly dojit mléko. Tím podporuje konzumace mléčných výrobků trh s masem, protože zapříčiňuje vzrůst počtu zvířat, která nemohou být použita jinak, než na porážku. Naopak slepice mohou snášet vejce pro lidskou spotřebu bez nutnosti oplození. Proto je často ovo vegetariáni chovají na zahradě potvrzujíce tím i to, že mohou být tím spíše ohleduplně chována jako domácí mazlíčci než stroje na snášení vajec.

## Ostatní formy vegetariánství
Méně striktní formou vegetariánství je lakto-ovo vegetariánství, které umožňuje konzumaci mléčných výrobků. Naopak veganství zakazuje kromě vajec také konzumaci mléčných výrobků. Mezistupněm může být společně s ovo vegetariánstvím také lakto vegetariánství, které sice zakazuje vejce, ale mléčné výrobky ne.